# Jamie Gittens
Jamie Gittens, właśc. Jamie Jermaine Bynoe-Gittens (ur. 8 sierpnia 2004 w Londynie) – angielski piłkarz, występujący na pozycji napastnika, reprezentant Anglii U-21.

## Kariera klubowa
Jamie Bynoe-Gittens rozpoczął swoją piłkarską przygodę w drużynie Caversham Trents w wieku pięciu lat, gdzie grał do siódmego roku życia. Następnie dołączył do akademii Reading F.C., a w 2018 roku przeniósł się do Manchesteru City. W 2020 roku przeszedł do Borussii Dortmund. W pierwszej drużynie niemieckiego klubu zadebiutował 16 kwietnia 2022 roku w meczu przeciwko VfL Wolfsburg, wygranym przez Borussię 6:1. Na boisku pojawił się w końcówce spotkania, zmieniając Toma Rothe.

## Kariera reprezentacyjna
17 czerwca 2022 roku Jamie Bynoe-Gittens został powołany do reprezentacji Anglii U-19 na Mistrzostwa Europy UEFA U-19 2022. Zadebiutował w turnieju jako rezerwowy w 80. minucie meczu, w którym Anglia pokonała Austrię 2:0.